# Rostratoverruca nexa
Rostratoverruca nexa är en kräftdjursart som först beskrevs av Darwin 1854.  Rostratoverruca nexa ingår i släktet Rostratoverruca och familjen Verrucidae. Inga underarter finns listade i Catalogue of Life.